# Raymond Unwin
Pour les articles homonymes, voir Unwin.
Raymond Unwin (1863 à Rotherham - 1940 à Old Lyme) est un urbaniste britannique.

## Biographie
Né à Rotherham, dans le Yorkshire, Unwin grandit à Oxford. Il fait ses études à la Magdelen College School. En 1884, il revient dans le nord et devient apprenti ingénieur pour la Staveley Iron and Coal Company près de Chesterfield.
Unwin s'est intéressé tôt aux problèmes sociaux et s'est inspiré de ses lectures et des idéaux de John Ruskin et de William Morris. En 1885, il se retrouve à Manchester et devient secrétaire du bureau local de la ligue socialiste de Morris. Il écrit des articles pour leur journal. Il devient également un ami proche du philosophe socialiste Edward Carpenter.
En 1887, il retourne à la société Staveley comme ingénieur, et travaille sur le développement des cités de mineurs et de divers autres bâtiments ; il rejoint la Sheffield Socialist Society.
En 1893, il épouse la sœur de Barry Parker, Ethel, et forme avec lui en 1896 un partenariat basé à Buxton. Ils préfèrent un style simple vernaculaire et s'efforcent d'améliorer les habitats standards des classes travailleuses. Ils sont également membres de la Northern Art Workers' Guild et sont des amis proches de Edgar Wood (1860-1935), le principal architecte des Arts & Crafts du nord de l'Angleterre, un membre fondateur du groupe.

### Carrière d'urbaniste
Par leurs nombreux écrits, et particulièrement le livre The Art of Building a Home (« l'Art de construire une maison ») de 1901, Parker et Unwin popularisent le mouvement des Arts & Crafts.
En 1902, il leur est demandé de créer un village-modèle à New Earswick près de York pour Joseph et Benjamin Seebohm Rowntree, et l'année suivante ils ont l'occasion de participer à la création de Letchworth Garden City, lorsque la First Garden City Company leur réclame un plan.
En 1903, ils sont appelés à la "Cottages Near a Town Exhibit" pour le Northern Art Workers Guild de Manchester. En 1904, leur plan est adopté et ils ouvrent un second bureau à Baldock. En 1905, Henrietta Barnett leur demande de planifier la nouvelle banlieue-jardin de Hampstead.
Unwin déménage de Letchworth à Hampstead en 1906, et y vivra le reste de sa vie.
En 1907, Ealing Tenants Limited, une coopérative progressiste de l'ouest de Londres, lui demande de surveiller le développement de la banlieue-jardin de Brentham.
Unwin rejoint le Local Government Board en décembre 1914. En 1915, il est attaché au Ministère des Munitions pour concevoir les villages de Gretna et Eastriggs et en superviser d'autres. À partir de 1917, il a un rôle influent au comité Tudor Walters sur le logement des classes ouvrières. En 1919, il est nommé architecte en chef du nouveau Ministère de la Santé. Ce poste évolue en Chief Technical Officer for Housing and Town Planning (« Directeur technique chargé du logement et de l'aménagement urbain »). Il prend sa retraite en novembre 1928.
Sa démonstration durant la Première Guerre mondiale de principes de construction rapide et économique de maisons, tout en maintenant des standards satisfaisant en jardins, intimité et espace intérieur, lui donne une grande influence dans le Comité Tudor Walters, et influe indirectement sur l'habitat de l'entre-deux-guerres. Il devient conseiller technique au Greater London Regional Planning Committee (« Comité de planification régionale du Grand-Londres ») en 1929 et écrit deux rapports, le premier publié l'année même et le second en 1933.

### Honneurs
Unwin est président du Royal Institute of British Architects de 1931 à 1933, est fait chevalier en 1932 et est consulté par le président des États-Unis Franklin D. Roosevelt sur le New Deal en 1933. En 1936, il reçoit le titre de professeur d'urbanisme à l'université Columbia et reçoit en 1937 la Médaille d'or royale du Royal Institute of British Architects en architecture. Il est nommé docteur honoris causa par l'université Harvard en 1937. Il meurt à Old Lyme (Connecticut) dans la maison de sa fille le 29 juin 1940.